# 日産・プレセア
プレセア（Presea）は、日産自動車が1990年から2000年まで製造・販売していた小型乗用車である。

## 初代 R10型（1990年-1995年）
- 1990年6月 - 登場。スタンザおよびローレルスピリットの後継として、B13型サニーの基本コンポーネンツを流用して開発された。キャッチフレーズは「絶世のセダンです」「全身センス」で、桐島かれんを起用した見返り美人のCMやトパーズゴールドのテーマカラーなど、和風なテイストが特徴であった。

ボディはハードトップ風の4ドアセダンで、1.5L、1.8L、2.0Lの3種類のエンジンを搭載。インバース形状のヘッドランプ、フロントグリルレスのフロントマスク、ライトを点灯するとマリンブルーに発光するメーターパネルなどを装備する。
当初は国内専用車の位置づけであったが、登場2年目には左側通行/右ハンドル圏の香港・タイ・マレーシア・シンガポール・インドネシア・オーストラリア・ニュージーランドでの販売を開始した。国内仕様からの変更扱いであることから、プレセアのフロントエンブレムマークが日産CIに変更され、なおかつメーター目盛りも200km/h仕様とした。中国語での車名表記は「日產派雅」である。生産は座間工場。
- 1991年
  - 5月 - スポーツグレード「ブラックスター」追加。
  - 12月 - エクセーヌのシート表皮や運転席パワーシート、本革巻ステアリングを採用したラグジュアリーグレード「ポーラスター」追加。
- 1992年6月 - マイナーチェンジ。1.8 LはSR18Di→SR18DE型に変更。フロントバンパーにコーナリングランプを内蔵し、大型化することで全長を25mm延長した。また、スポーツグレードのCt.Sを追加した。CMは見返り美人からクロード・モネの散歩、日傘をさす女性に変わり、キャッチフレーズは「絵にも描けないセダンです」「センスでセダン」となった。
- 1993年6月 - 全車のエアコンを新冷媒化。同時にバニティミラーやイグニッションキー照明などを一部グレードに設定した。日産自動車の創立60周年を記念しシート&トリムなどが専用装備の特別仕様車、1500Ct.II セレクションV60thアニバーサリーを設定。
- 1994年
  - 5月 - 1.5SV、1.8SV追加。
  - 12月[2] - 生産終了。在庫対応分のみの販売となる。
- 1995年1月 - 2代目と入れ替わる形で販売終了。

## 2代目 R11型（1995年-2000年）
- 1993年2月23日 - 1995年3月の座間工場閉鎖に伴い、次期型の生産を村山工場に移管することを発表。
- 1995年
  - 1月31日[4] - フルモデルチェンジ。同時に生産を村山工場に移管した。B14型サニーをベースに開発。マルチリンク・ビーム式のリアサスペンションが採用された。搭載されたエンジンは全てツインカムのSR20DE型、SR18DE型、GA15DE型の3機種。

スタイリングはハードトップ風4ドアセダンを踏襲するが、初代ほどの支持を集めることができなかった。ボディデザインが全体的に丸みを帯び、特徴的なリアコンビネーションランプに楕円形のヘッドランプと異形グリルが遮光器土偶を思わせる造形で、評価が分かれることとなった。
グレード展開はGA15DE車がCt.Ⅰ、Ct.Ⅱ、レフィナ。SR18DE車Ct.Ⅱ、Ct.S、Ct.L、レフィナF。SR20DE車はCt.S、Ct.L、レフィナLとなっていた。上級グレードであるレフィナの純正ナビパッケージを選択した場合、エアコン自体はオートであったが、操作スイッチがナビ本体と一体型の仕様であったため、社外品のナビを装着すると一切の空調の使用が出来ないという致命的な欠点を抱えていたことも販売台数低迷の一因であった。なお、後に一部グレードのオプションで一体型ではないオートエアコンを選択出来るようにしたことでこの欠点は解消されている。
CM出演者は浅野温子、井出薫、大和武士。
  - 9月26日[5] - 1.8Lおよび2.0LのCt.Sをベースとして、専用ブラック車体色等でスポーティな仕様とした特別仕様車「ブラックスター」を追加。同時に、プレセア全車で助手席エアバッグおよびABSの価格改定が行われた。
- 1996年
  - 1月16日[6] - 1.5Lおよび1.8LのCt.Ⅱをベースに助手席エアバッグやプレセアスーパーサウンドシステムCDセレクションを標準装備とした特別仕様車「デュアルセレクション」を発売。なお、この特別仕様車は同年3月31日までの期間限定販売となる。
  - 5月20日[7] - デュアルエアバッグやABSなどを標準装備した上級グレードの特別仕様車「1800Ct.Ⅱ レフィナ」「1500Ct.Ⅱ レフィナ」を発売。
- 1997年8月21日[8] - マイナーチェンジ。

フロントとリアを中心に意匠変更。マルチリフレクターヘッドランプやフロントシート・デュアルエアバッグ、ABS、ブレーキアシストなど安全装備が全車に標準となった。
グレード名が変更され、GA15DE車がE、レフィナF、レフィナ、レフィナLの4グレード、SR18DE車とSR20DE車はレフィナ、レフィナLの2グレードとなる。
CM出演者は松雪泰子に変更。
- 1998年10月6日[9] - レフィナの1.5Lおよび1.8Lモデルをベースとした特別仕様車「レフィナS」を発売。
- 1999年8月[10] - オーダーストップに伴う生産完了。在庫のみの対応となる。
- 2000年8月 - 日産リバイバルプランの一環として抜本的な車種構成の見直しが行われ、販売終了と同時にブルーバードシルフィに統合された。

## 製造拠点
初代
- 日産自動車座間工場

2代目
- 日産自動車村山工場

## 車名の由来
- プレセア（Presea）は、スペイン語で「宝石」や「かけがえのない大切なもの」を意味する。社内の女性デザイナーが名付け親である。グレード名は車名にちなんだ「Ct.（カラット）」を使用していた。ボディカラーも全て宝石の名前を冠していた。

## 備考
- 警察では、2代目が捜査用覆面パトカーや機動隊の連絡車として使用されていることもある。
- いわゆる国内専用車であったが、販売不振による並行輸出が目立つようになり、香港やシンガポールなどの東南アジア諸国及びオーストラリア、ニュージーランドといったオセアニア諸国への輸出が多かった。